# 鈴木肇 (テレビディレクター)
鈴木 肇（すずき はじめ、1938年 - ）は、元NHK「シルクロード」取材団長。

## 人物・来歴
三重県生まれ。1961年広島大学卒業後、NHKに入局。1967年ドキュメンタリー第一作「子牛誕生」を製作、1969年東京勤務以後、「新日本紀行」、「明治の群像 海に火輪を」（1975年）など一貫してドキュメンタリー番組の制作を手がけ、1979～81年の「NHK特集 シルクロード」では取材団団長を務め、80年には司馬遼太郎と会い、楼蘭で女性のミイラを発掘した。80年井上靖との共同取材で菊池寛賞受賞。1995年定年退職。京都造形芸術大学教授、南京広播学院教授などを歴任。

## 著書
- 『旅・文明・人間 シルクロードをたずねて』社会・未来・わたしたち 岩崎書店, 1987.1
- 『シルクロード航海記』(ちくまプリマーブックス）筑摩書房, 1988.11
- 『悠々シルクロード』集英社, 1999.2
- 『TVドキュメンタリスト』アートダイジェスト, 2000.5